# Brian McFadden
Brian McFadden, född 12 april 1980 i Dublin, Irland, är en irländsk artist och låtskrivare som från början var medlem i det framgångsrika pojkbandet Westlife. De som också var med i Westlife var Shane Filan, Mark Feehily, Nicky Byrne och Kian Egan. Han lämnade gruppen 2004 och har nu börjat med en framgångsrik solokarriär, han fick bland annat en hit under hösten 2004 med debutsingeln "Real to me" från albumet Irish Son. 
Gjort en singel med sångerskan LeAnn Rimes "Everybody's Someone".
Han var även med och skrev Irlands schlagerlåt "If My World Stopped Turning" med Chris Doran som slutade på en näst sista plats i Eurovision Song Contest 2004.
Brian har skrivit låten "2 Happy 2 Soon" som finns med på Idol-deltagaren Erik Segerstedts debutskiva.
Han gifte sig 2002 med Kerry Katona från Atomic Kitten. De fick två barn, Molly och Lilly Sue, men tillkännagav sin skilsmässa i september 2004. Han var förlovad med australiska artisten Delta Goodrem. Paret förlovade sig 2007 och gick skilda vägar sommaren 2010.

## Diskografi
- 2004 - Irish Son
- 2008 - Set in Stone
- 2010 - Wall Of Soundz

## Singlar
- 2004 - "Real To Me"
- 2004 - "Irish Son"
- 2005 - "Almost Here" med Delta Goodrem
- 2005 - "Demons"
- 2006 - "Everybody's Someone" med LeAnn Rimes
- 2007 - "Like Only A Woman Can"
- 2008 - "Twisted"
- 2008 - "Everything But You"
- 2010 - "Just Say So" med Kevin Rudolf
- 2010 - "Chemical Rush"